# Lou Brouillard
Lucien Pierre Brouillard (Saint-Eugène (Québec), 23 maggio 1911 – 14 settembre 1984) è stato un pugile canadese.
La International Boxing Hall of Fame lo ha riconosciuto fra i più grandi pugili di ogni tempo.

## Gli inizi
Mancino, divenne professionista nel 1928.

## La carriera
Campione del mondo dei pesi medi nel 1933.